# صادقي (سبيدار)
صادقي (بالإنجليزية: Sadeqi)‏ هي مستوطنة تقع في إيران في قسم سبیدار الريفي. يقدر عدد سكانها بـ 22 نسمة .